# Kupittaa vasútállomás
Kupittaa vasútállomás Finnországban, Turku településen található.

## Vasútvonalak
Az állomást az alábbi vasútvonalak érintik:
- Helsinki–Turku-vasútvonal

## Kapcsolódó állomások
A vasútállomáshoz az alábbi állomások vannak a legközelebb:
- Salo vasútállomás
- Turku pályaudvar